# Rada Starszych (Francja)

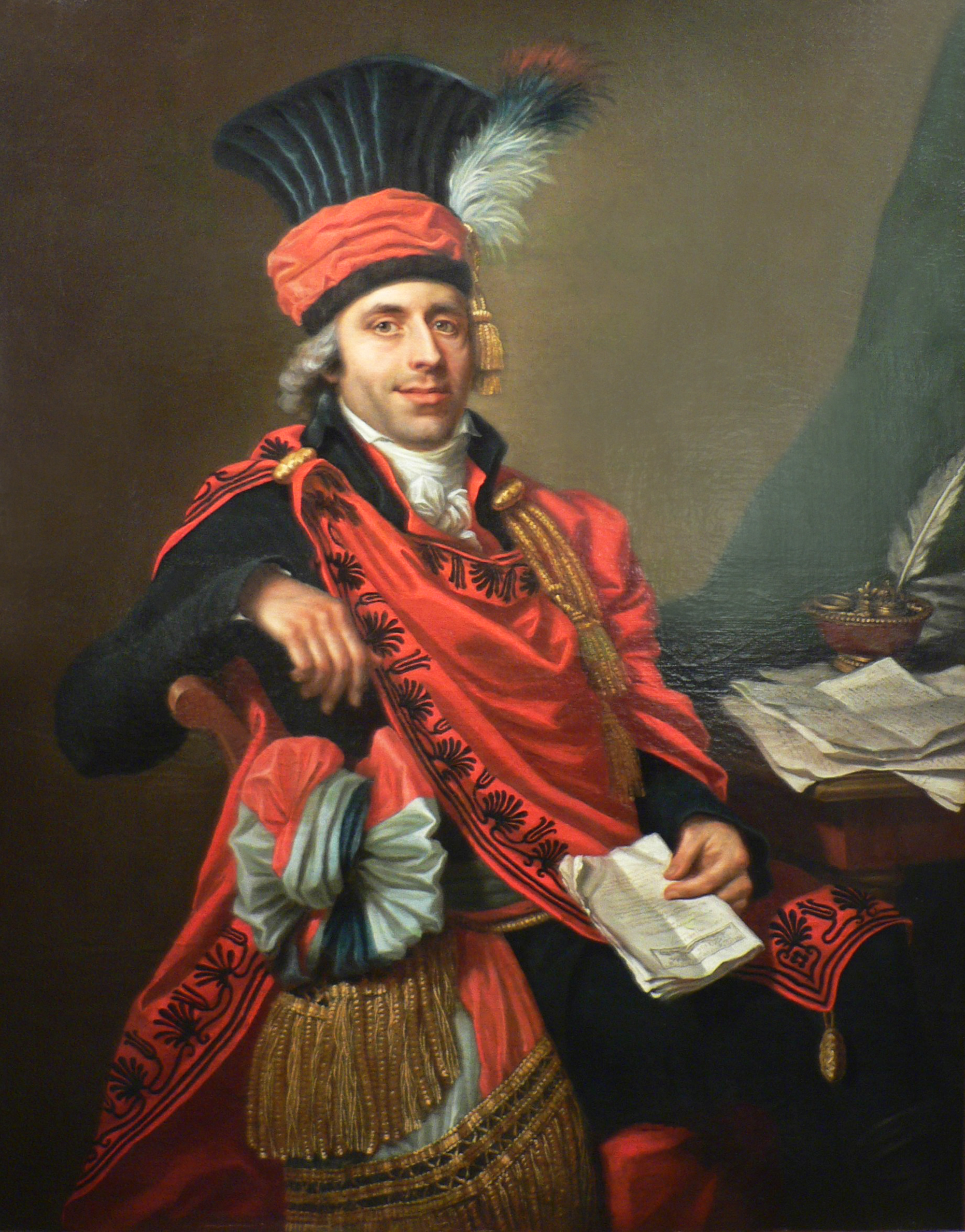
Poseł Bouquerot de Voligny (1755-1841) w stroju członka Rady Starszych

Rada Starszych fr. Conseil des Anciens – izba wyższa francuskiego parlamentu w latach 1795 – 1799. Jest pierwowzorem obecnego Senatu francuskiego (łac. Senatus: od senex – starszy – dosłownie Rada starszych).

## Historia rady

Godło Rady Starszych

Rada Starszych została powołana przez Dyrektoriat w ramach Konstytucji Roku III, uchwalonej 22 lipca 1795 (5 fructidora roku III), jako izba wyższa parlamentu. Niższą izbą była Rada Pięciuset.
Posiedzenia Rady Starszych odbywały się w Pałacu Tuileries w Paryżu. Członkowie Rady Starszych posiadali swój charakterystyczny strój służbowy, z szatami, peleryną i kapeluszem, podobnie jak członkowie Rady Pięciuset i Dyrektorzy.
Rada Starszych została zlikwidowana wraz z wprowadzeniem Konsulatu przez Napoleona po przewrocie 18 brumaire’a na przełomie 18 i 19 brumaire'a roku VII tj. z 9 na 10 listopada 1799.

## Zasady działania

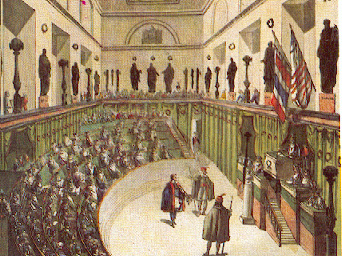
Rada Starszych w trakcie posiedzenia

### Budowa
W jej skład wchodziło 250 osób, które zmieniały się o 1/3 co rok. Aby zostać członkiem Rady Starszych należało ukończyć 40. rok życia i mieszkać na terenie Francji co najmniej 15 lat bezpośrednio przed wyborami.

### Przyjmowanie ustaw
Rada Starszych przyjmowała lub odrzucała projekty ustaw, zwanymi rezolucjami, zgłaszane przez Radę Pięciuset. Nie posiadała uprawnień do sporządzania własnych projektów ustaw, ale odrzucane przez nią projekty nie mogły zostać ponownie zgłoszone przez co najmniej rok.

### Wybór dyrektorów
Rada Starszych wybierała pięciu dyrektorów, sprawujących władzę egzekutywą, z listy 50 kandydatów zgłoszonych przez Radę Pięciuset w tajnym głosowaniu.

## Przewodniczący Rady Starszych
- 28 października 1795: Claude Antoine Rudel Du Miral
- 28 października 1795 – 2 listopada 1795: Louis-Marie de La Révellière-Lépeaux
- 2 listopada 1795 – 23 listopada 1795: Pierre-Charles-Louis Baudin, znany jako Baudin des Ardennes
- 23 listopada 1795 – 22 grudnia 1795: François Denis Tronchet
- 22 grudnia 1795 – 22 stycznia 1796: Théodore Vernier
- 22 stycznia 1796 – 20 lutego 1796: Guillaume François Charles Goupil de Préfelne
- 20 lutego 1796 – 21 marca 1796: Claude Ambroise Régnier
- 21 marca 1796 – 20 kwietnia 1796: Jacques Antoine Creuzé-Latouche
- 20 kwietnia 1796 – 20 maja 1796: Jean-Barthélemy Lecouteulx de Canteleu
- 20 maja 1796 – 19 czerwca 1796: Charles François Lebrun
- 19 czerwca 1796 – 19 lipca 1796: Jean Étienne Marie Portalis
- 19 lipca 1796 – 18 sierpnia 1796: Jean Dussaulx
- 18 sierpnia 1796 – 23 września 1796: Honoré Muraire
- 23 września 1796 – 22 października 1796: Roger Ducos
- 22 października 1796 – 21 listopada 1796: Jean-Girard Lacuée
- 21 listopada 1796 – 21 grudnia 1796: Jean-Jacques Bréard, znany jako Bréard-Duplessis
- 21 grudnia 1796 – 20 stycznia 1797: Boniface Paradis
- 20 stycznia 1797 – 19 lutego 1797: Sébastien Ligeret de Beauvais
- 19 lutego 1797 – 21 marca 1797: Joseph Clément Poullain de Grandprey
- 21 marca 1797 – 20 kwietnia 1797: Jean François Bertrand Delmas
- 20 kwietnia 1797 – 20 maja 1797: Edme-Bonaventure Courtois
- 20 maja 1797 – 19 czerwca 1797: François Barbé-Marbois
- 19 czerwca 1797 – 19 lipca 1797: Louis Bernard de Saint-Affrique
- 19 lipca 1797 – 18 sierpnia 1797: Pierre Samuel du Pont de Nemours
- 18 sierpnia 1797 – 4 września 1797: André-Daniel Laffon de Ladebat, znany jako Laffon-Ladébat
- 6 września 1797 – 23 września 1797: Jean-Antoine Marbot
- 23 września 1797 – 22 października 1797: Emmanuel Crétet
- 22 października 1797 – 21 listopada 1797: Jean-Pierre Lacombe-Saint-Michel
- 21 listopada 1797 – 21 grudnia 1797: Jean François Philibert Rossée
- 21 grudnia 1797 – 20 stycznia 1798: Jean-Baptiste Marragon
- 20 stycznia 1798 – 19 lutego 1798: Jean Rousseau
- 19 lutego 1798 – 21 marca 1798: Pardoux Bordas
- 21 marca 1798 – 20 kwietnia 1798: Étienne Mollevaut
- 20 kwietnia 1798 – 20 maja 1798: Jacques Poisson de Coudreville
- 20 maja 1798 – 19 czerwca 1798: Claude Ambroise Régnier
- 19 czerwca 1798 – 19 lipca 1798: Jean-Antoine Marbot
- 19 lipca 1798 – 18 sierpnia 1798: Étienne Majanaud Bizefranc de Lavaux
- 18 sierpnia 1798 – 23 września 1798: Pierre Antoine Lalloy
- 23 września 1798 – 22 października 1798: Benoît Michel Decomberousse
- 22 października 1798 – 21 listopada 1798: Emmanuel Pérès de Lagesse
- 21 listopada 1798 – 21 grudnia 1798: Jean-Augustin Moreau de Vormes
- 21 grudnia 1798 – 20 stycznia 1799: Jean-Baptiste Perrin des Vosges
- 20 stycznia 1799 – 19 lutego 1799: Dominique Joseph Garat
- 19 lutego 1799 – 21 marca 1799: Jean-Aimé Delacoste
- 21 marca 1799 – 20 kwietnia 1799: Mathieu Depère
- 20 kwietnia 1799 – 20 maja 1799: Claude-Pierre de Delay d’Agier
- 20 maja 1799 – 19 czerwca 1799: Charles Claude Christophe Gourdan
- 19 czerwca 1799 – 19 lipca 1799: Pierre-Charles-Louis Baudin, znany jako Baudin des Ardennes
- 19 lipca 1799 – 18 sierpnia 1799: Louis-Thibaut Dubois-Dubais
- 18 sierpnia 1799 – 24 września 1799: Mathieu-Augustin Cornet
- 24 września 1799 – 23 października 1799: Joseph Cornudet des Chaumettes
- 23 października 1799 – 10 listopada 1799: Louis-Nicolas Lemercier